# Швейцарські референдуми (1997)
Протягом 1997 року у Швейцарії було проведено п'ять референдумів. Перші три відбулися 8 червня в рамках двох популярних ініціатив «Переговори про вступ до ЄС перед народом» та «за заборону експорту зброї» та федеральної резолюції про припинення федеральної монополії на виробництво та продаж пороху. Обидві народні ініціативи були відхилені, а кінець монополії на порох був затверджений.
Два останніх відбулися 28 вересня на підставі федеральної постанови про фінансування страхування на випадок безробіття та народної ініціативи «Молодь без наркотиків». Обидва були відхилені виборцями.
| Місяць                   | Питання                                        | За        | За   | Проти     | Проти | Порожній/недійсний | Порожній/недійсний | Всього    | Зареєстровано виборців | Явка | Кантони для | Кантони для | Кантони проти | Кантони проти |
| Місяць                   | Питання                                        | Голосів   | %    | Голосів   | %     | Порожній           | Недійсний          | Всього    | Зареєстровано виборців | Явка | Повний      | Половина    | Повний        | Половина      |
| ------------------------ | ---------------------------------------------- | --------- | ---- | --------- | ----- | ------------------ | ------------------ | --------- | ---------------------- | ---- | ----------- | ----------- | ------------- | ------------- |
| Червень                  | Переговори про вступ до ЄС                     | 416 720   | 25,9 | 1 189 440 | 74,1  | 24 417             | 4987               | 1 635 564 | 4 614 662              | 35,4 | 0           | 0           | 20            | 6             |
| Червень                  | Заборона експорту зброї                        | 361 164   | 22,5 | 1 243 869 | 77,5  | 26 845             | 4955               | 1 636 833 | 4 614 662              | 35,5 | 0           | 0           | 20            | 6             |
| Червень                  | Припинення монополії на порох                  | 1 268 162 | 82,2 | 275 049   | 17,8  | 77 520             | 6 165              | 1 626 896 | 4 614 662              | 35,3 | 20          | 6           | 0             | 0             |
| Вересень                 | Фінансування страхування на випадок безробіття | 901 361   | 49,2 | 931 457   | 50,8  | 37 703             | 6 101              | 1 876 622 | 4 620 084              | 40,6 |             |             |               |               |
| Вересень                 | Ініціатива «Молодь без наркотиків».            | 545 713   | 29,3 | 1 314 060 | 70,7  | 20 248             | 6033               | 1 886 054 | 4 620 084              | 40,8 | 0           | 0           | 20            | 6             |
| Джерело: Nohlen & Stöver |                                                |           |      |           |       |                    |                    |           |                        |      |             |             |               |               |